# Aide à l'innovation en France
 (juin 2023).
Si vous disposez d'ouvrages ou d'articles de référence ou si vous connaissez des sites web de qualité traitant du thème abordé ici, merci de compléter l'article en donnant les références utiles à sa vérifiabilité et en les liant à la section « Notes et références ».
L'aide à l'innovation en France est une pratique mise en place par les pouvoirs publics depuis les années 1960, soit directement, soit par délégation, pour faciliter les opérations de transferts de technologie au sein des PME.
D'une manière générale, ces aides destinée aux entreprises, qui prenaient la forme de prêts remboursables, ont été progressivement remplacées depuis 2007 par le crédit d'impôt recherche.
L'organisme Bpifrance et le Fonds européen d'investissement jouent le rôle de garants.

## Évolution de l'aide à l'innovation en France
L’aide à l'innovation sous la forme de subventions a pour origine la création de l'Agence nationale de valorisation de la recherche (Anvar) en 1967, qui reprend à son compte en 1979, la gestion de l'aide au développement auparavant gérée de manière centralisée par l'État. Cette mission est confirmée par décret en 1997.
En juillet 2005, l'Anvar fusionne avec Oséo, qui prend place au sein de Bpifrance. Plusieurs jeunes entreprises des années 1980 et 1990, aujourd'hui devenues leaders à l'international, lui doivent leur émergence : Eurofins Scientific, Soitec, Cellectis, Hologramm, Exalead, Look Cycle, Genfit, Babolat, Lafuma, Sabaté (devenu Oeneo), Naturex, Axon Cable, Mediprema… La plupart ont été rachetées par des groupes industriels, d'autres existent encore et font partie des ETI (Entreprises de tailles intermédiaires) en pleine croissance à l'international, qui rachètent elles-mêmes des PME. Le temps nécessaire à leur émergence (en général huit ans) n'a été possible que par l'intervention conjointe d'aides publiques et de capital-risque.
Précurseur dans la mise en place de cette aide sous forme d'avance à taux réduit, remboursable selon la réussite du projet, l'Anvar a servi de modèle durant de nombreuses années, mais sa gestion fut remise en cause en 2004. 
Oséo est amené désormais à homogénéiser ses actions autour d'un mode de financement simplifié sous forme de prêt, remboursable en tout état de cause, quelle que soit la réussite des projets d'investissement et sans impact vis-à-vis du crédit d'impôt recherche, considéré depuis 2008 comme le principal outil de financement de l'innovation et de la recherche et développement en France.

## Fonctionnement de l'aide autrefois
L'aide directe à l'innovation était une avance immédiate de trésorerie équivalente au niveau des fonds propres de l'entreprise qui la sollicite. Souvent au démarrage du projet de l'entrepreneur et peut concerner tous les stades du processus d'innovation, Recherche-Développement ou R&D et notamment : la conception et la définition des projets, le dépôt et l'extension des brevets, les études de marchés et plus généralement les études de faisabilité nécessaires pour la définition et l'organisation des projets, l'expérimentation, le développement de produits, procédés nouveaux ou améliorés, les innovations techniques nécessaires au développement de services nouveaux. Elle peut intéresser la conception, la réalisation et la mise au point de prototypes, maquettes, préséries, installations pilotes ou de démonstration. 
Les demandes d'aides sont appréciées en fonction des critères suivants : le caractère innovant du programme, le potentiel de croissance et de création d'emplois, l'intérêt économique des produits ou procédés, la qualité technique du programme, la capacité technique, industrielle, commerciale et financière du bénéficiaire.
Les dépenses de personnel, fonctionnement, équipement retenues pour l'assiette de l'aide sont celles liées directement au programme d'innovation. Seules peuvent être prises en considération les dépenses effectuées à partir de la date du dépôt du dossier.
Sauf cas spécifiques, le montant de l'aide ne peut dépasser 50 % du total des dépenses retenues. La décision d'attribution fixe le calendrier prévisionnel des versements et des remboursements, les taux de redevances sur les ventes de produits ou licences ainsi que les droits acquis par l'État pour le cas où le bénéficiaire renoncerait au programme prévu. 
L'aide prend donc en compte un éventail large de dépenses pour la mise au point d'innovations, éloignées ou proches du marché. Elle prend la forme soit d'une subvention (phases de faisabilité ou de recherche amont industrielle) ou d'une avance (phases de développement expérimental) à taux 0, remboursable selon le chiffre d'affaires généré par les résultats. Le remboursement de l'aide peut être déclaré par la suite au titre du Crédit d'impôt recherche. 
L'aide n'était pas versée d'un coup, mais en plusieurs tranches (ou versements) selon l'avancée des projets, et les bénéficiaires doivent présenter un justificatif des dépenses d'innovation réellement effectuées. Ainsi, l'aide peut être stoppée si les différentes étapes ne sont pas réalisées. Cette gestion de l'avance remboursable permettait de suivre méticuleusement les dépenses et de limiter les contentieux mais apportait une lourdeur administrative supplémentaire aux entreprises. Ce principe, établi depuis la création de l'aide en avance remboursable par l'Anvar en 1979, fut utilisé dans la gestion du grand emprunt 2010, avec le suivi des dépenses (justificatifs),.
L'aide à l'innovation n'était cependant pas cumulable avec le crédit d'impôt recherche, aujourd'hui principal outil de financement de l'innovation en France. Elle ne peut être déclarée au titre du CIR que lors de son remboursement, pour être récupérée définitivement. En raison de ce défaut, des financements sous forme de prêts court terme rémunérés (avec taux d'intérêt) ont pris le pas ; ils sont cumulables avec une déclaration au titre du CIR permettant à l'entreprise de disposer d'une trésorerie immédiate avant le remboursement du CIR un an plus tard. 
L'aide à l'innovation est une sorte de sésame grâce aux expertises dont bénéficient les projets ainsi accompagnés. Le bénéficiaire d'une aide à l'innovation peut aussi obtenir un accès facilité à d'autres financements. La garantie des crédits bancaires accordés à des PME ayant obtenu cette aide est majorée (jusqu'à 70 %), de même que la couverture des risques Coface à l'exportation. Ces facilités ne sont plus appliquées depuis 2012, en raison de nouveaux dispositifs de prêts à l'exportation suivis par bpifrance elle-même.
L'action positive de l'ANVAR (aujourd'hui bpifrance financement, branche innovation) en faveur du développement d'innovations au sein des petites et moyennes entreprises a été soulignée dans un rapport de l'OCDE, à la fin des années 1980, consacré à la politique d'innovation en France. Ce document, élaboré à la demande du Gouvernement français par une organisation internationale, cite l'Anvar comme un exemple d'organisme ayant bien su régionaliser ses activités, disposant d'un réseau étendu et bien structuré et de compétences reconnues,.
Bpifrance financement/branche innovation (ex-Anvar) a pour tutelles les ministères chargés de l'Industrie et de la Recherche. Elle est maître d’œuvre du concours national d'aide à la création d'entreprises de technologies innovantes et  l'organisme habilité à qualifier les entreprises d'innovantes, pour l'accès aux FCPI (Fonds Commun de Placement dans l'Innovation) qui permettent aux PME innovantes de renforcer leurs fonds propres et aux investisseurs de bénéficier d'exonérations fiscales.
L'aide directe à l'innovation est encadrée par un régime notifié de Bruxelles. Le nouveau régime d’intervention d'OSEO innovation, adapté au nouvel encadrement communautaire des aides d’Etat à la recherche, au développement et à l’innovation (RDI), a été approuvé le 17 janvier 2008 par la Commission européenne.
Au niveau national, la gestion de l'aide à l'innovation mobilisait 200 chargés d'affaires à temps plein au sein d'OSEO, à travers les directions régionales, pour 5 000 dossiers chaque année. Les Régions attribuaient également des aides à l'innovation, en particulier pour les phases de faisabilité, ainsi que pour soutenir la commercialisation et l'exportation. Des conventions ont été montées entre les conseils régionaux et OSEO pour mutualiser les actions.

## Traçabilité et gestion
L'ANVAR s'est rapprochée en 2005 de la BDPME (Banque du Développement des PME), pour former le groupe Oséo,, sur décision de Nicolas Sarkozy, alors ministre de l'Économie, des Finances et de l'Industrie. L'ANVAR est devenue Oséo Innovation et a absorbé, le 31 décembre 2007, l'Agence de l'innovation industrielle (A2I). Oseo et la Caisse des dépôts se sont rapprochés en 2013 pour donner naissance à Bpifrance (la Banque publique d'investissement)
La tutelle principale est le ministère chargé de l'économie - à travers en particulier la Direction générale de la compétitivité, de l'industrie et des services (DGCIS) - suivi du ministère chargé de la recherche.
Depuis fin 2009 et à partir du 9e appel à projets, Oséo Innovation, désormais bpifrance, est chargé de la gestion du Fonds unique interministériel de financement (en subvention) des projets collaboratifs (grandes entreprises - PME - laboratoires, universités…) sélectionnés par le GTI (groupe de travail interministériel) pour les pôles de compétitivité français piloté par la DGCIS. OSEO Innovation est aussi chargé du rescrit fiscal pour l'obtention du Crédit d'impôt Recherche, comme l'ANR et les DRRT. Son rôle et son positionnement sont à nouveau brouillé avec l'arrivée de nouveaux opérateurs de soutien à l'innovation (Ademe, ANR, FNSN, CDC…) alimentés par le Grand emprunt 2010, de même que le projet de loi visant à faire absorber Oséo Innovation par Oséo financement (branche bancaire du groupe Oséo).
Depuis 2011, Oséo Innovation a été absorbée par Oséo Financement (banque).

## Dotations publiques
Le budget d'intervention de l'ANVAR dans les années 1980 et 90 s'élevait en moyenne, chaque année, à 20 millions d'euros. Entre 2002 et 2005, le budget a fortement fléchi pour atteindre 80 millions d'euros. En 2007, la dotation s'est élevée à un peu plus de 120 millions d'euros. En 2008, aucune ligne budgétaire n'a été votée, puisqu'Oséo Innovation a récupéré le budget de l'ex-Agence de l'innovation industrielle (présidée par JL Beffa) qui avait été prévu dès sa création en 2005 : soit 500 millions d'euros, dont les 2/3 alloués aux grands programmes stratégiques collaboratifs pour les grosses PME. La dotation 2009 de l'aide à l'innovation a été divisée par deux en attendant d'autres relances possibles pour ce soutien à l'innovation facteur majeur de sortie de crise et de gestion contrôlée, en complément d'une simple incitation fiscale (crédit d'impôt recherche) plutôt utilisée par les grands groupes.
Une vingtaine de fonds régionaux de l'innovation ont été mis en place par Oséo/bpifrance et les conseils régionaux depuis 2005 pour compléter les financements nationaux. Ils représentent 40 millions d'euros d'aide supplémentaire par an.
Au-delà du soutien financier, bpifrance innovation accompagne de façon pédagogique les porteurs de projet dans leur démarche pour une utilisation efficace de l'aide en termes de rentabilité économique et de création de nouveaux emplois. La mise en réseau et la mise en place de passerelles avec le monde universitaire et les laboratoires sont des priorités. Oséo Innovation est aussi un relais majeur de la politique européenne de l'innovation, et facilite l'accès aux financements de la Commission de l'UE. 
L'impact de l'aide à l'innovation est évaluée annuellement et un bilan des fonds utilisés est présenté régulièrement : bilan d'activité, bilans sectoriels… Le site de bpifrance propose de nombreux témoignages concrets d'entreprises. Le budget de l'aide se réduit au profit du crédit d'impôt recherche très fortement utilisé par les entreprises de toute taille.

## Évolution de l'aide à l'innovation depuis 2005
Les 3 types de soutien, de la phase amont à la phase aval :
- Les subventions interviennent à l'amont pour des montants réduits (inférieurs à 50 000 €), lorsque les incertitudes, et donc le risque, sont importants (études de faisabilité notamment) ;
- Les avances récupérables sont de plus en plus remplacés par des prêts à l'innovation pour le développement et le lancement industriel et commercial du produit ou service innovant.

La démarche peut être soutenue en garantie des éventuels prêts bancaires obtenus par le porteur du projet, que ce soit auprès de bpifrance où des banques de la place. 
Des dispositifs particuliers sont mis en place, par exemple pour faciliter les partenariats PME/ grands comptes ou le montage de partenariats transnationaux avec financements communautaires.